# Surpriseshow
De Surpriseshow is een Nederlands televisieprogramma dat oorspronkelijk werd uitgezonden door de KRO en werd gepresenteerd door Henny Huisman. In het programma werden nietsvermoedende mensen verrast, die hun droomwens in vervulling zagen gaan. Het concept was enkele jaren eerder door de BBC geintroduceerd onder de naam Surprise Surprise (Artikel in Engelstalige Wikipedia).
In 1988 won het programma de Gouden Televizier-Ring, en versloeg daarbij Medisch Centrum West. In 1989 besloot de KRO de samenwerking met Joop van den Ende te beëindigen omdat hij de commerciële zender TV10 had opgericht. Henny Huisman verliet de KRO en ging naar TV10. In 1990 verhuisden beiden naar RTL 4, en de Surpriseshow werd vanaf dat jaar een aantal seizoenen op deze zender uitgezonden.
In 2006 was er een seizoen op Talpa te zien, onder de titel Sponsor Loterij: Super Surprise Show, weer gepresenteerd door Henny Huisman. Op 4 juni 2008 werd er op RTL 4 een eenmalige Surpriseshow uitgezonden; de Ronald McDonald Surpriseshow, gepresenteerd door Robert ten Brink.
In 2014 en 2015 werden er twee nieuwe seizoenen uitgezonden bij SBS6 onder de titel Surprise, Surprise. De presentatie werd gedaan door Do, met kleinere rollen als co-presentatoren voor Henny Huisman en Airen Mylene.